# Pierre Van Rolleghem
Pierre Jean Van Rolleghem (Dudzele, 1758) was de eerste burgemeester van de gemeente Koolkerke bij Brugge, van 1800 tot 1807.

## Levensloop
Geboren in Dudzele, trouwde hij er in 1781 met de uit Sint-Andries afkomstige Maria Sompels (geb. 15 maart 1759).
Het echtpaar ging in Sint-Pieters-op-den-Dijk wonen en had er vijf kinderen: Jan (1783-1832), Maria (1785), Victoria (1787), Karel (1789) en Helena (1790). Toen het gezin in Koolkerke kwam wonen, kwamen daar nog bij: Thérèse (1798) en Paul (1802-1805). Het is niet uitgesloten dat het gezin tussen 1791 en 1798 ook nog elders woonde en wellicht in die periode ook nog kinderen kreeg.

## Burgemeester
Van Rolleghem was, binnen het kanton Damme, "agent municipal" en in die hoedanigheid ondertekende hij vanaf 1 oktober 1796 de akten van geboorte en overlijden in zijn gebiedsomschrijving, namelijk Koolkerke.
Toen werd de gemeente Koolkerke zelfstandig. Vanaf 11 juli 1800 ondertekende hij als "maire provisoire" en vanaf 27 september ondertekende hij als "maire".
Hij bleef burgemeester tot einde april 1807. Philippe De Neve nam in juli daaropvolgend de opvolging.